# New Haven (Wisconsin)
New Haven város az USA Wisconsin államában, Adams megyében. Lakosainak száma 680 fő (2020. április 1.).

## Népesség
A település népességének változása:

| 2010 | 655 |
| 2020 | 680 |